# Passalus interstitialis
Passalus interstitialis  (лат.) — вид сахарных жуков рода Passalus из семейства пассалиды (Passalidae). Мексика, Карибские острова (Тринидад и Тобаго, Куба, Ямайка) и далее на юг до Аргентины. 
Среднего размера жуки, которые имеют длину около 3 см (от 29,0 до 34,0 мм), буровато-чёрные, блестящие. Булава усиков с 4 ламеллами.
Тело вытянутое, уплощённое. Надкрылья в глубоких продольных желобках. От близкого вида Passalus punctiger отличается более мелкими размерами и плоским телом. В организме обнаружены паразитические круглые черви из семейства Hystrignathidae (Nematoda). 